# Festetics Albert Károly
Tolnai gróf Festetics Albert Károly (19. század) költő, lapszerkesztő volt. Szerkesztette és kiadta a Pannonia című német szépirodalmi és vegyes tartalmú lapot, amely hetenként kétszer jelent meg 1819. április 10-étől 1822. december 28-áig Pesten. Többek közt cikkeket, költeményeket és színházi tudósításokat publikált a lapban.

## Művei
- Onomasticon ill. dno Georgio e comitibus Festetics de Tolna, octavo calendas Maii 1802. Hely n. (Ekkor a humaniorák II. osztályának tanulója volt.)
- Onomasticon ill. dno Francisco de Paula e comitibus Festetics de Tolna, postridie calendarum Aprilium suavissimo genitori suo dicatum ab unico el obsequentissimo filio Alberto 1802. Hely n.
- Stibor. Schauspiel in 4 Aufzügen von Karl Kisfaludy, aus dem Ungarischen. Pest, 1823.

Német cikkei a Pannoniában: Das Zimmer eines Redacteurs, Redactions-Mysterie, 1822.; stb.